# Ajuntament del Masnou
L'Ajuntament del Masnou és un edifici civil del municipi del Masnou protegit com a bé cultural d'interès local. És la seu de l'ajuntament de la vila.

## Descripció de l'edifici
Es tracta d'un edifici en forma de bloc paral·lelepípede irregular, que s'adapta al traçat dels dos carrers entre els quals se situa. Tota l'atenció recau sobre la façana, que reflecteix les tres plantes de l'interior. També verticalment es poden diferenciar tres cossos. La porta d'arc de mig punt és flanquejada amb dos relleus decoratius en terracota. Aquests fan referència a les que eren les activitats principals de la població: l’agrícola –el conreu de la vinya– i la marinera.
Quatre grans columnes del cos central abasten a la primera i a la segona planta i són coronats per capitells pseudo-composts. A cada banda, als intercolumnis hi ha una escultura. Les dues escultures que simbolitzen la justícia i l'abundància. A la segona planta hi ha una balconada correguda amb balustres, i sobre les finestres s'hi troben trencades amb aigües simples. La teulada ha estat substituïda per un terrat amb balustrada, i el frontó per un remat escultòric. Sembla que reprodueix la façana de la Casa de la Ciutat (Barcelona), encara que de manera simplificada. Es tracta de l'edifici neoclàssic més important de la població.

## Història
La independència del consistori del Masnou, que s'havia iniciat l’any 1812 arran de la nova legalitat sorgida de la Constitució de Cadis, s'assolí plenament l'any 1825. Des d'aleshores es va fer evident la necessitat de construir una casa de la vila. En un principi, les reunions consistorials se celebraven a la rectoria o a les cases particulars de l'alcalde o el secretari. En les Actes del Ple del 1834 consten dels problemes derivats de la manca d'un edifici propi, ja que els veïns del secretari escoltaven les reunions i interferien en els Plens.
L'any 1844 l'alcalde Joan Rubis encarrega a l'arquitecte Miquel Garriga i Roca el projecte en uns terrenys que la família de Gaspar Malet havia adquirit l’any 1755. Per sufragar el cost de les obres es crea una comissió de prestadors i una junta de veïns, essent el gremi de navegants qui aportà més capital, mitjançant bestretes que l'Ajuntament va anar tornant. El nou edifici acolliria les escoles públiques, la cambra del mestre, una quadra per a la tropa i una habitació pel porter. També s'hi va instal·lar la venda de bitllets de tren i, més endavant, l’oficina de telègraf.
Durant la Guerra Civil l'edifici es va malmetre i es va haver de restaurar després. A més a més, l'any 1950 es va aprovar el projecte de reforma del saló de sessions del Ple que s'inauguraria un any després amb una galeria de pintura de masnovins il·lustres.
L'edifici projectat per Miquel Garriga i Roca tenia un balcó entre les columnes, posteriorment va ser transformat en balconada, però va caure l'agost del 2010 i no s'ha reconstruït.